# Rich Internet Application
Rich Internet Application (RIA) – określenie odnoszące się do aplikacji internetowych, oferujących bogaty, dynamiczny, jednoekranowy interfejs, tzw. ang. one-screen-application, eliminujący uciążliwość standardowych rozwiązań z technologii HTML, jak np. wprowadzanie danych w kolejnych formularzach, wymagające wielokrotnego przeładowywania stron.
RIA pobiera większość potrzebnych danych z serwera na początku sesji użytkownika, a następnie przetwarza i wyświetla dane, wykorzystując zasoby i moc obliczeniową urządzenia-klienta.
Przeniesienie na stronę klienta wszystkich operacji logiki prezentacji oraz sprawnego mechanizmu buforowania danych powoduje efektywniejsze wykorzystanie łączy internetowych i zmniejszenie obciążenia serwerów.
Kolejne zgłoszenia wysyłane do serwera są wykonywane tylko w przypadku wysyłania danych przez użytkownika.
Aplikacje stworzone na bazie założeń modelu RIA różnią się od dotychczas spotykanych rozwiązań internetowych głównie:
- jednoekranową prezentacją danych (wszystkie elementy aplikacji są widoczne, zmianie podlegają tylko wyświetlane informacje)
- brakiem odświeżania zawartości ekranu (wyniki działania użytkownika widoczne są natychmiast bez charakterystycznego dla technologii HTML przeładowywania strony).

Dodatkowo użytkownik ma możliwość wprowadzania danych w dowolnie wybranej i wygodnej dla siebie kolejności.
Charakterystyczną cechą RIA jest również animowany interfejs zawierający elementy multimedialne (obraz video, dźwięk).
Aplikacje RIA nie ograniczają się tylko do aplikacji opartych na technologii Flash. Coraz większą popularnością wśród developerów tego typu aplikacji cieszy się technologia AJAX i biblioteki JavaScript wspomagające proces budowy bogatych interfejsów opartych na HTML oraz asynchroniczną komunikację z serwerem. Zalicza się do nich między innymi jQuery, EXT JS, MooTools, Dojo, Prototype, YUI.

## Programy wspomagające dlaRIA
- JavaFX – rodzina technologii i produktów firmy Sun Microsystems, przeznaczonych głównie do tworzenia Rich Internet Application
- Adobe Flex – wieloplatformowy program do opracowywania aplikacji RIA.
- Adobe Flex SDK – wieloplatformowa architektura na licencji Open Source do opracowywania aplikacji RIA.
- OpenLaszlo – platforma open source, która służy do projektowania, tworzenia i udostępniania aplikacji RIA. Aplikacje generowane są w postaci plików Flash lub DHTML.
- Expression Blend – program firmy Microsoft wspierający pracę w środowisku Microsoft Silverlight i architekturze WPF
- WebKing – aplikacja (Windows, Linux i Solaris) służąca do testowania poprawności budowy witryn oraz aplikacji internetowych (analizuje m.in., czy ewentualne błędy w działaniu aplikacji RIA występują po stronie serwera czy też klienta).
- GWT (Google Web Toolkit) – środowisko umożliwiające pisanie aplikacji RIA w czystej Javie. Kod aplikacji jest następnie tłumaczony na język JavaScript, dzięki czemu aplikacja działa w każdej przeglądarce. Obecnie możliwości GWT zaczynają dorównywać pozostałym środowiskom. Do GWT powstał szereg rozszerzeń/bibliotek z gotowymi komponentami, jak np.: GXT, Smart GWT, czy Vaadin

## PrzykładoweRIA
- Flickr firmy Ludicorp (obecnie Yahoo!) – system zarządzania zdjęciami (wykonany na bazie technologii HTML i JavaScript)
- Gmail firmy Google – skrzynki pocztowe (wykonany na bazie technologii HTML i JavaScript)
- Google Maps firmy Google – interaktywne mapy (wykonany na bazie technologii HTML i JavaScript)
- Bing Maps firmy Microsoft – interaktywne mapy
- WinLIKE – menedżer Internetowych Okien
- Zimbra – oprogramowanie do pracy grupowej